# Gryton
Gryton war ein böotischer Töpfer, tätig in der 1. Hälfte des 6. Jahrhunderts v. Chr.
Er ist nur bekannt durch seine Signaturen auf einem plastischen Gefäß in Form eines Fußes mit Sandale in Boston, Museum of Fine Arts 98.897 und auf einem Ring-Aryballos in Berlin, Antikensammlung V.I. 3395.